# 斑尾角莖鱂
斑尾角莖鱂，為輻鰭魚綱鯉齒目鯉齒亞目花鳉科的其中一種，分布於南美洲巴西伊瓜蘇河、格蘭德河等流域，體長可達2.2公分，屬雜食性，生活習性不明。

## 擴展閱讀
維基物種上的相關：斑尾角莖鱂